# Lepidosaphes morafenobensis
Lepidosaphes morafenobensis är en insektsart som beskrevs av Mamet 1959. Lepidosaphes morafenobensis ingår i släktet Lepidosaphes och familjen pansarsköldlöss. Inga underarter finns listade i Catalogue of Life.